# مدیریت مبتنی بر فرایند
در دنیای رقابتی امروز رمز موفقیت در شناسایی و تمرکز بر عواملی است که برای مشتریان مهم است. مرحله بعد بهبود فرایندهای سازمان برای فراهم نمودن محصول یا خدمات با کیفیت مطلوب مشتریان است. برای تحقق این مهم، از رویکردها و ابزارهای مختلفی استفاده شده‌است. اما ایجاد هماهنگی و همراستا نمودن این فعالیت‌ها در جهت موفقیت سازمان بسیار مشکل و گاهی اوقات نیز با شکست روبرو شده‌است. در حقیقت آن چیزی که مورد نیاز است داشتن یک سازمان اثربخش برای ارایه محصولات و خدمات بیش ازانتظارات مشتریان درهر زمان است.
تعریف ساختار سازمانی و سازمان - کار
قبل از ورود به مطلب لازم است ابتدا مرز بین دو مفهوم در مورد سازمان، ساختارسازمان و سازمان-کار، مشخص شود. منظور از ساختار سازمانی نحوه تقسیم مسئولیت‌ها و تعداد سطوح تصمیم‌گیری در سازمان یا به بیان دیگر نمودار سازمانی است. در حالیکه سازمان - کار معرف نحوه انجام فعالیت و گردش کار درون سازمان است. براین اساس در این متن دو ساختار سازمانی وظیفه گرا و فرایندی با هم مقایسه شده و مراحل حرکت از ساختار وظیفه‌ای به فرایندی شرح داده می‌شود.
تعریف ساختار وظیفه‌ای
ساختارهای وظیفه‌ای براساس جمع نمودن فعالیت‌های مشابه در یک بخش شکل می‌گیرند. این سازمان‌ها به‌طور سنتی شامل بخش‌هایی از قبیل بازاریابی، برنامه‌ریزی، تولید، فروش، مالی و سایر بخش‌های تخصصی دیگر است؛ ولی همان‌طور که در ساختار این نمودارهای سازمانی مشهود است اثری ازنام مشتریان، محصولات و همچنین خدمات سازمان به چشم نمی‌خورد. به بیان دیگر گردش کار در سازمان مشخص نیست. در این ساختار هر بخش به صورت مجزا از سایر بخش‌ها هدفگذاری شده و تمرکز هر کدام بر حداکثر نمودن اثربخشی و کارایی واحد خود است. در اینصورت مشخص است که اثربخشی کل سازمان بهینه نمی‌شود. بعلاوه به دلیل مشخص نبودن ارتباط فعالیت‌های روزمره با اهداف استراتژیک سازمان، یکپارچه و همراستا نمودن آنها با یکدیگرنیز بسیار مشکل است. در مورد نیروی انسانی نیز به دلیل تخصص بالای نیروی انسانی و انجام یک کار مشخص، اینگونه سازمان‌ها ازانعطاف پذیری و چالاکی مطلوبی برخوردار نیستند.
تعریف ساختار مبتنی بر فرایند (سازمان افقی)
از انتخاب‌های موجود در مقابل ساختار وظیفه‌ای می‌توان به ساختارفرایندی اشاره نمود. این دیدگاه سازمان را به صورت یک سیستم دارای ورودی و خروجی‌های مشخص و مجموعه‌ای از فعالیت‌های پشت سر هم می‌بیند. با این زاویه دید مشتریان، تأمین کنندگان در نظرگرفته شده و گردش کار سازمان مشخص می‌شود. وجه تمایز این ساختار آگاه بودن افراد سازمان از ارتباط فرایندها است؛ بنابراین ارتباط محکمی بین فعالیت‌های روزمره و اهداف استراتژیک سازمان وجود دارد و تلاش افراد بیشتردر جهت تأمین اهداف سازمان سمت و سو می‌گیرد تا اهداف هر بخش از سازمان به‌طور مستقل. در این حالت کار تیمی جایگاه بالاتری دارد و فعالیت‌های بهبود مستمر با سرعت و کیفیت بهتری انجام می‌گیرد. اما با وجود مزایایی که برای ساختار فرایندی برشمرده شد، معمولاً سه موضوع در خصوص چنین ساختارهایی مطرح می‌شود:
اول اینکه عده‌ای بر این عقیده‌اند که چیدن سازمان براساس این ساختارموجب قفل شدن سازمان در یک جهت می‌شود و سبب مشکل شدن اعمال تغییرات در آنها می‌شود.
دوم اینکه اگر قرار است ساختار سازمان براساس فرایندها تغییر یابد، تا چه اندازه‌ای باید پیش رفت؟ آیا باید بخش‌های وظیفه‌ای را کاملاً نادیده گرفت یا در تعریف سازمان به طریقی از آنها استفاده نمود.
سوم اینکه نحوه و استراتژی حرکت از ساختار وظیفه‌ای به سمت ساختار فرایندی چگونه باید باشد.
در مورد موضوع اول اگرچه فرایندها سازمان را در یک مسیر مشخص هدایت می‌کند اما فرایندها جهت حفظ انعطاف‌پذیری، اثربخشی و کارائی به‌طور منظم مورد بازنگری قرار می‌گیرند. در اینصورت امکان تغییرفرایندها براساس تغییرات محیط یا هرگونه نارسایی در عملکرد فرایندها به سرعت موجود است. در پاسخ به این سئوال که سازمان به چه میزان فرایندی شود، بنا نهادن ساختار سازمان فقط براساس فرایندها توصیه نمی‌گردد. از این جهت که مهارت‌های وظیفه‌ای برای اجرای فرایندها بسیار مهم می‌باشند و باید در ساختار سازمان درنظرگرفته شوند. به همین دلیل بیشتر سازمان‌ها به سمت داشتن ساختارهای ماتریسی چند بعدی در حال حرکت هستند که فرایندها یک بعد آن را تشکیل می‌دهند. اما گذشته از همه این موارد نکته مهم بدون درنظرگرفتن ساختار سازمانی، تفکر فرایندی است که باید در کل سازمان اشاعه پیدا کند، بدین شکل که بهبود فرایندها اساس مدیریت سازمان است. واما موضوع سوم پس از این به تفصیل بیشتر بررسی خواهد شد.
ضرورت تغییرساختار وظیفه‌ای
در سال‌های اخیر علاوه بر تغییر محیط کسب و کار، رویکردها، روش‌ها وابزارهای مختلفی در سازمان‌ها به منظور تغییر و تحول در آنها اجرا می‌گردد از قبیل پروژه‌های کنترل کیفیت جامع، مهندسی مجدد و بسیاری موارد دیگر که نقطه مشترک اکثر آنها تغییر در فرایندهای کسب و کار سازمان بوده‌است. از جمله موانع عمده در موفقیت این پروژه‌ها ساختار سازمانی شرکت‌ها است که با درنظرگرفتن مجموع این تغییرات در درون و بیرون سازمان‌ها ضرورت بازنگری و ایجاد تغییر و تحول در ساختار سازمان‌ها قوت می‌گیرد. برای پیدا نمودن درک روشنی از این وضعیت در نظر آورید که در مسیر جاده‌ای پلی بنا شده باشد. برای عریض کردن این جاده اگر تنها مسیر قبل و بعد از پل را عریض کنند و پل را به حال خود واگذارند، تصوروضعیت نابسامانی که حاصل خواهد شد دشوار نیست و عملاً تعریض مسیر دو سوی پل بی‌نتیجه خواهد ماند. همین وضع در سازمانهایی که بدون تغییر ساختار به سراغ تغییرات می‌روند پیش می‌آید.
شرح نحوه حرکت از ساختار وظیفه‌ای به فرایندی
حرکت از ساختار وظیفه‌ای به ساختاری مبتنی بر فرایندها، دربرگیرنده تغییرات اساسی و لازمه موفقیت سازمان در مدیریت اثربخش فرایندهای کسب و کاراست. این تغییر بسیار مشکل است و باید به دقت و با درنظرگرفتن همه جوانب صورت پذیرد. این حرکت از تغییر در رفتار و دیدگاه‌ها آغاز شده و به مرور تمام ابعاد سازمان را پوشش می‌دهد. حد و مرزهای سنتی شکسته شده و مهارت‌ها و شایستگی‌های مورد نیاز برای نیروی انسانی وسیع تر می‌شود. پیرو آن سیستم‌های پاداش و تشویق نیز تغییر می‌یابد. در مسیر حرکت به سمت ساختار فرایندی مراحل زیر طی می‌شود:
1. اعمال فرایندها درساختار وظیفه‌ای: در این مرحله سازمان هنوز دارای ساختار وظیفه‌ای است با این تفاوت که فرایندها شناسایی شده، بهبود می‌یابند و مدیریت می‌شوند.
2. ساختار فرایندی با پشتیبانی واحدهای وظیفه‌ای: در مرحله دوم سازمان دارای ساختار فرایندی است و فرایندها ارتباط روشنی با شاخص‌های عملکردی سازمان دارند و واحدهای وظیفه‌ای نقش تأمین منابع فرایندها را بعهده دارند.
3. ساختار فرایندی خالص: در پایان کلیه فعالیت‌های سازمان در فرایندها تعریف شده و اثری از واحدهای وظیفه‌ای در آن مشاهده نمی‌شود.

عوامل بحرانی موفقیت
1. تبیین چشم اندازواضح و روشن توسط مدیریت ارشد سازمان به ترتیبی که مبدأ و مقصد حرکت و دلیل تغییر دقیقاً مشخص باشد. این چشم‌انداز باید در تمام بدنه سازمان اشاعه یابد و همه افراد سازمان از ضرورت و هدف این تغییر آگاه باشند.
2. تعهد و اعتقاد مدیریت ارشد و مشارکت مستقیم تیم رهبری سازمان.
3. داشتن ساختار اجرایی برای راهبری تغییر و تحول ضروری در مرحله اجرا. این کار معمولاً از طریق تشکیل تیم‌های کاری با مسئولیت‌های مختلف انجام می‌شود شامل تیم‌های راهبری، طراحی، مشاورین و تیم‌های پیاده‌سازی.

مدل برتری EFQM
[[پرونده:]]